# لنسینگ (کانزاس)
لنسینگ (به انگلیسی: Lansing) شهری در ایالت کانزاس کشور ایالات متحده آمریکا است که جمعیت آن در سرشماری سال ۲۰۱۰ میلادی، ۱۱٬۲۶۵ نفر بوده‌است.